# ادوارد دمیتریک
ادوارد دمیتریک (انگلیسی: Edward Dmytryk؛ ۴ سپتامبر ۱۹۰۸ – ۱ ژوئیهٔ ۱۹۹۹) کارگردان و تهیه‌کننده اهل ایالات متحده آمریکا بود. وی بین سال‌های ۱۹۲۹ تا ۱۹۷۹ میلادی فعالیت می‌کرد.